# Joaquín Murat
Joaquín Murat (en francés: Joachim Murat [ʒoakim myʁa], Labastide-Fortunière (después Labastide-Murat), 25 de marzo de 1767-Pizzo, 13 de octubre de 1815) fue un noble y militar francés al servicio de su cuñado Napoleón, gran duque de Berg, mariscal de Francia y rey de Nápoles entre 1808 y 1815. También había sido ayudante de campo de Bonaparte en Italia (1796), miembro del Cuerpo Legislativo (1803), gobernador de París (1804), así como gran almirante y príncipe del Imperio (1805).
De origen modesto, Murat ascendió en las filas militares, hasta que se convirtió en general de división en 1799, durante la campaña napoleónica en Egipto y Siria. Defensor del ideal de la Ilustración, Murat se convirtió en un héroe del movimiento nacionalista en Italia.
En la campaña italiana de 1800, ayudó a ganar la batalla de Marengo, y en 1801 concluyó la campaña contra Nápoles e impuso el Tratado de Florencia (1801). En 1804 fue uno de los primeros generales promovidos al rango de mariscal tras la coronación de Napoleón como emperador de los franceses. También jugó un papel destacado en la batalla de Austerlitz de 1805 y en Jena el año siguiente.
Su nombre está inscrito junto al de todos los mariscales napoleónicos en el Arco del Triunfo de París.

## Biografía
Joaquín Murat nació el 25 de marzo de 1767 en La Bastide-Fortunière en una familia de posaderos. Fue el más joven de una familia de once hijos y estaba destinado a la carrera eclesiástica. Sin embargo se alistó en un regimiento de cazadores montados, entonces estacionado en su ciudad.

## Trayectoria

### Carrera bajo la Revolución
Murat abandonó sus estudios de teología para alistarse en el ejército. Formó parte de la guardia constitucional de Luis XVI, pero al comienzo de la Revolución francesa en 1789, un motín lo obligó a dejar el ejército y regresar con su familia. Tras volver al ejército, Napoleón Bonaparte, responsable de sofocar la insurrección realista del 13 vendimiario del año IV, le pidió que recuperara cuarenta cañones. Esta contribución de Murat le valió un lugar como ayudante de campo de Bonaparte para la campaña italiana de 1796-1797.
En 1798, Bonaparte solicitó sus servicios para la Campaña de Egipto, logrando en ella el ascenso a general. Jugó un papel crucial en la segunda batalla de Aboukir donde, pese a haber sido herido, consiguió capturar al jeque mameluco Mustafá Pachá.
Por su valor y grandes servicios Napoleón le informó de sus planes para volver a Francia. Junto a otros generales, abandonó Egipto y retornó al continente a bordo de la fragata Muiron. Participó activamente en el Golpe de Estado del 18 de brumario del año VIII de la Revolución francesa (9 de noviembre de 1799), donde a una orden de Napoleón tomó con sus tropas el Palacio de Saint Cloud, sede de la Asamblea. Tras la proclamación del Consulado fue nombrado comandante de la Guardia Consular.

### El Consulado

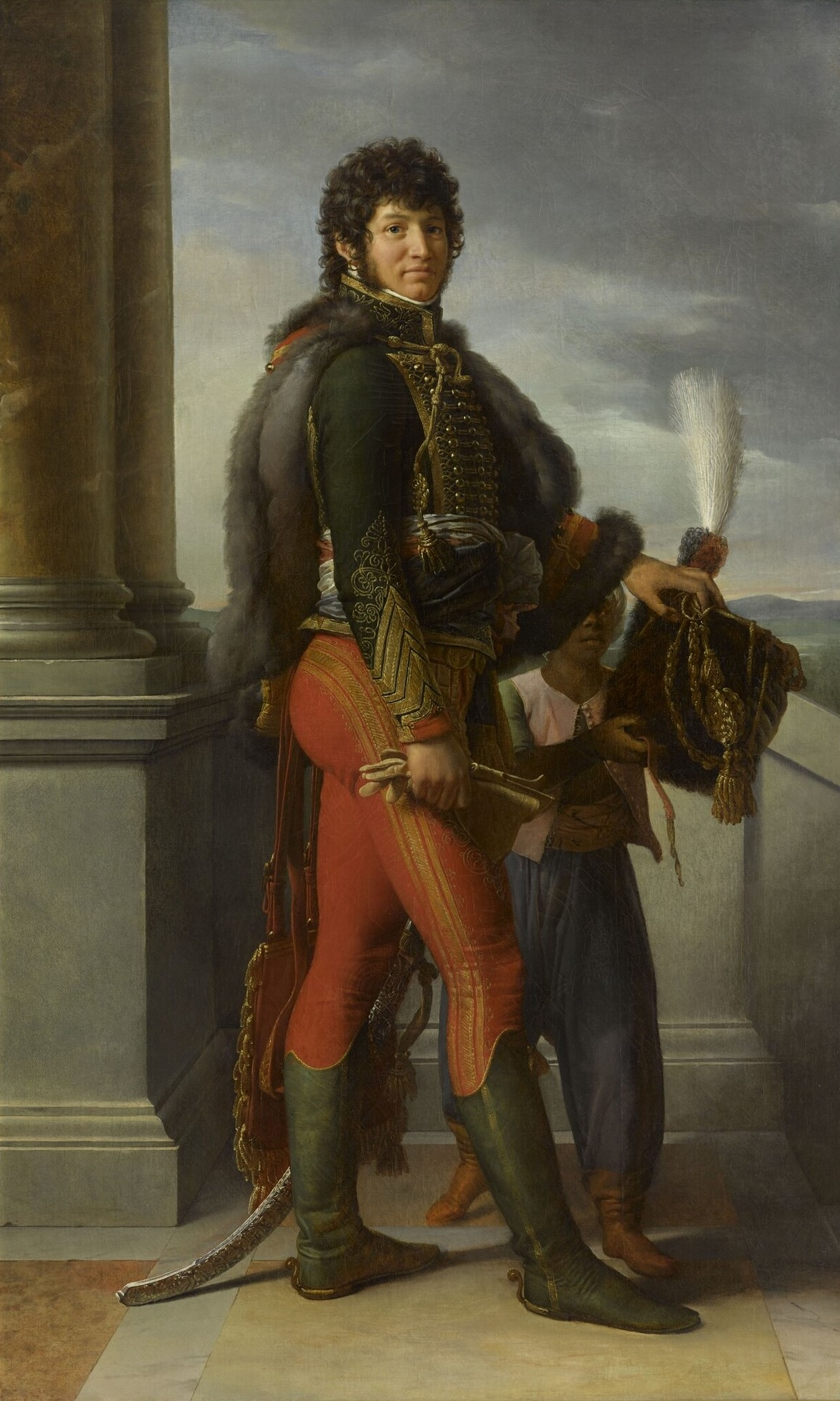
Joaquín Murat, retratado por Francisco Gérard (1801).

Se casó con Carolina, hermana de Napoleón, el 20 de enero de 1800. El 10 de noviembre fue elegido diputado por el departamento de Lot. Consiguió un nuevo ascenso cuando Napoleón le nombró comandante de la Primera División Militar y gobernador de París en sustitución de Jean-Andoche Junot, duque de Abrantes, cargo que le permitió tener 60 000 hombres bajo su mando directo.
Responsable de la seguridad del gobierno, frustró varios complots contra el primer cónsul, pero no logró impedir un atentado contra Napoleón en 1800 del que tanto Bonaparte como Josefina salieron ilesos, aunque dejó decenas de muertos entre escoltas y transeúntes. Las investigaciones del ministro de Policía Fouché indicaron la culpabilidad de los realistas. Cuando meses después se desbarató otra conspiración para acabar con la vida de Napoleón, este encargó a Murat nombrar la comisión militar que juzgó a Luis Antonio Enrique de Borbón, duque de Enghien, principal sospechoso. Si bien el juicio revistió de todos los aspectos formales, Napoleón ya había decidido de antemano su condena a muerte.

### Mariscal del Imperio

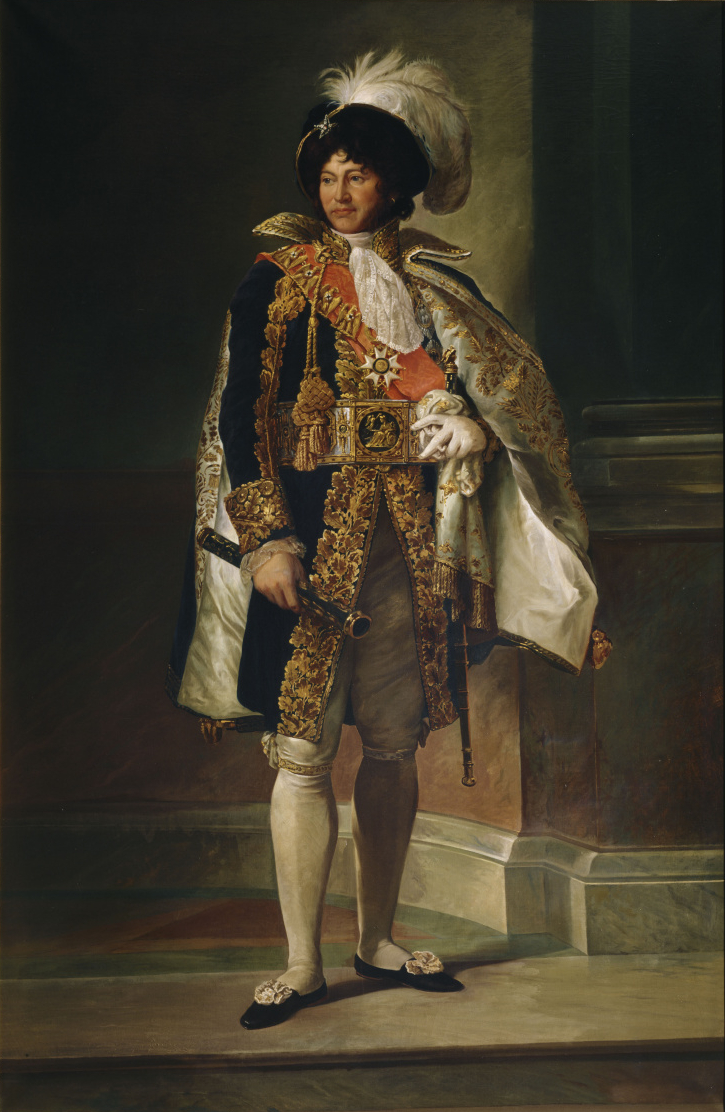
Murat en traje de gala de Mariscal del Imperio, por François Gérard, 1804.

El 18 de mayo de 1804, tras la proclamación del Imperio, Murat fue nombrado mariscal y gran almirante del Imperio. Después de estallar la Guerra de la Tercera Coalición, en 1805 Murat luchó en la batalla de Ulm contra los austriacos y luego en Austerlitz contra los rusos. En la Campaña de Prusia tuvo un papel crucial en la batalla de Jena, donde lideró una espectacular persecución que destruyo por completo el ejército prusiano y tras la cual envió una nota a Napoleón donde decía: Sire, le combat cesse faute de combattants (Sire, el combate cesa por falta de combatientes). Su valor y su lealtad le hicieron merecedor del título de Gran Duque de Berg (Alemania) en 1806.
Mantuvo su puesto en el frente europeo siempre al mando de la caballería pesada de Napoleón. Así, en 1807 desató la mayor carga de la Historia durante la batalla de Eylau, dirigiendo entre 10 000 y 12 000 jinetes para evitar que los rusos dividieran en dos a las tropas francesas.
En 1808 entró en España con el rango de comandante del ejército y gobernador de Madrid. En este puesto, vivió como protagonista el Levantamiento del dos de mayo de 1808, una verdadera revuelta popular antifrancesa que Murat reprimió a sangre y fuego: Ordenó disparar a la multitud que se congregaba ante el Palacio Real y después envió a las tropas que se encontraban fuera de Madrid para que ocuparan la capital y sofocaran el levantamiento. Dio instrucciones para llevar a cabo un castigo ejemplar durante los días 2 y 3 de mayo, incluyendo numerosos fusilamientos sin ningún tipo de juicio. Finalmente, elaboró un detallado informe que sería enviado a Napoleón, que se encontraba en Bayona reunido con el rey Carlos IV y su hijo Fernando; dicho informe analizaba los hechos con tal crudeza que Napoleón les culpó del derramamiento de sangre y exigió la abdicación de ambos.

### Rey de Nápoles

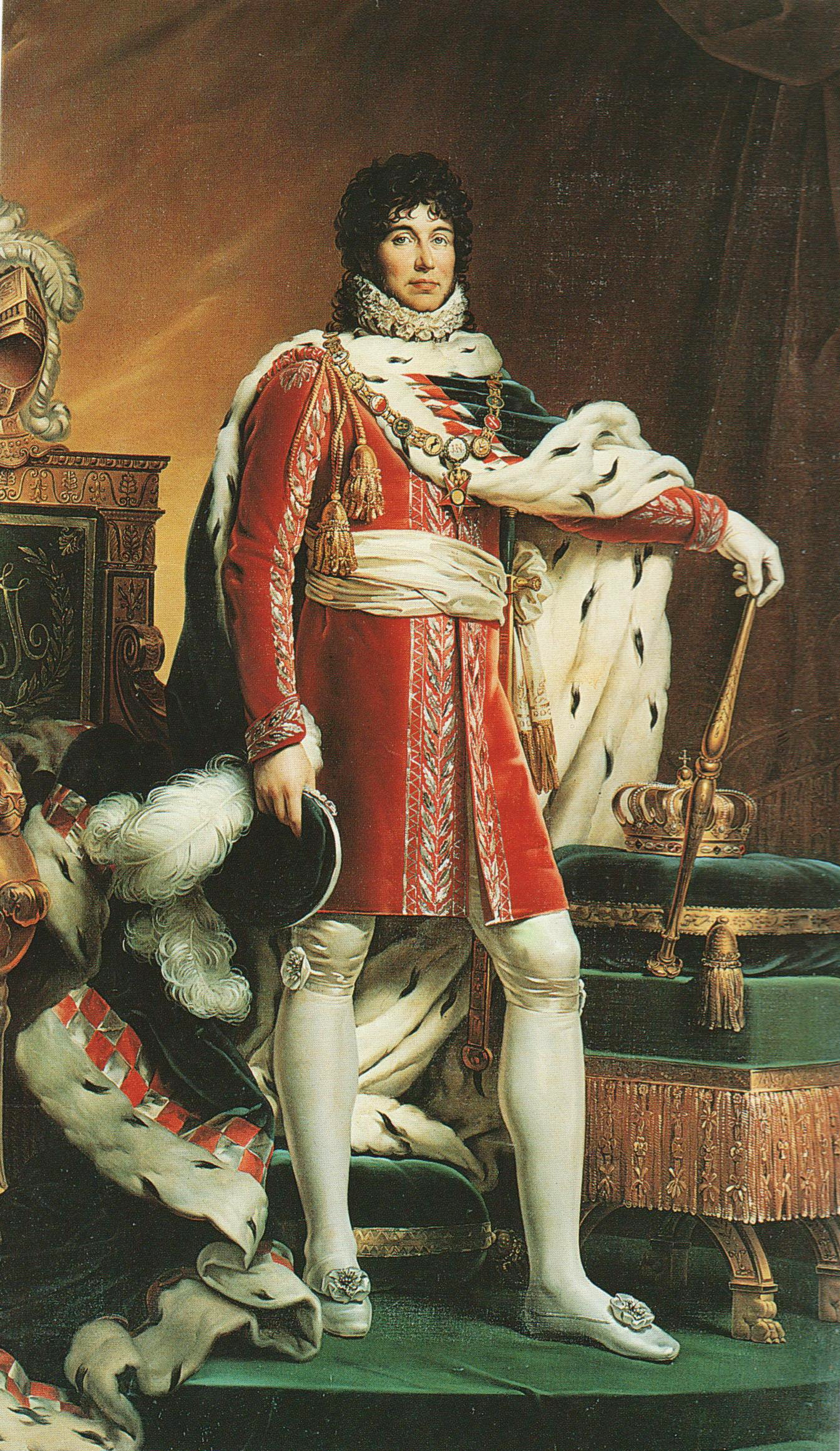
Murat como Rey de Nápoles.

Murat aprovechó la oportunidad para postularse a sí mismo como rey de España, pero Napoleón prefirió entregar dicho puesto a su hermano José Bonaparte, nombrando a Murat rey de Nápoles con el nombre de Joaquín I Napoleón el 15 de julio de 1808.

#### Las reformas
Durante su reinado trató de introducir en la vida napolitana las costumbres francesas, fomentó las artes y financió numerosas obras públicas para tratar de ganarse el afecto de sus súbditos, que siempre mostraron añoranza por sus antiguos reyes de la Casa de Borbón. Entre estos proyectos destacaron las excavaciones de Pompeya, Herculano y Estabia, que no habían tenido avances significativos desde el reinado de Carlos VII (a la postre Carlos III de España) y la publicación del texto Li Antichità di Ercolano Esposte en 1767 por parte de la Real Academia de Nápoles.

#### Las últimas luchas por Napoleón
En 1812 Napoleón le reclamó para la Campaña de Rusia, donde dirigió la vanguardia en la marcha hacia Moscú. Como siempre, actuó valientemente en pequeñas escaramuzas, y sobre todo en la sangrienta batalla de Borodinó, donde lanzó una espectacular carga que logró destruir la artillería rusa. Sin embargo la campaña fue un desastre y tras la retirada de Moscú, Napoleón se vio obligado a regresar a París para controlar el Imperio. Antes de su marcha, estableció un cuartel de invierno en Vilna y nombró a Murat comandante en jefe de las tropas en su ausencia. Pero Murat se mostró enseguida incapaz de remediar el descontento de sus soldados, que saquearon Vilna y los cofres del ejército antes de desbandarse. Temiendo un motín incontrolable, Murat abandonó su puesto sin avisar a Napoleón y regresó a Nápoles.
Comenzó de inmediato a negociar con Lord William Bentinck, comandante de las tropas británicas en Sicilia, para mantener su Corona temiendo una inevitable derrota de Napoleón. Sin embargo, cuando le llegan noticias de la inesperada victoria del emperador en la batalla de Lützen, Murat, temiendo enfrentarse a él, abandonó las negociaciones con los británicos en manos de su esposa Carolina y acudió al frente para reconciliarse con su cuñado. Las condiciones de Bonaparte son duras: le exigió reincorporarse a su puesto en el Ejército y apoyarle en la Campaña de Alemania, donde Murat acudió a regañadientes, y que se saldó con una nueva derrota francesa en la batalla de Leipzig.
Volvió a huir a Nápoles y comenzó a negociar con los austriacos, que le mantuvieron en el trono a cambio de declarar la guerra a Francia en enero de 1814. Continuó gobernando de forma segura hasta el retorno de Napoleón, que escapó de su exilio en Elba dando inicio a periodo de los “Cien Días”. Entonces Murat traicionó a los austriacos e intentó sublevar a los patriotas italianos.

#### Guerra austro-napolitana

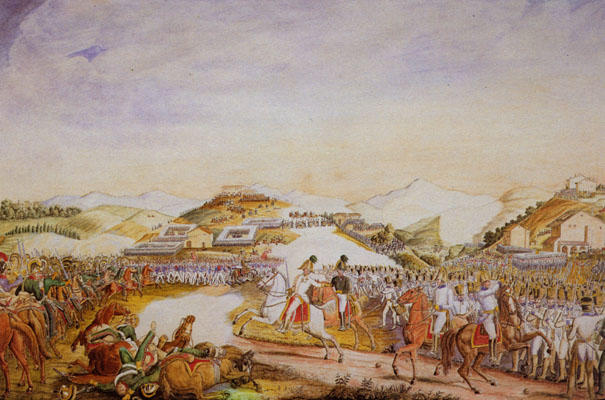
Batalla de Tolentino.

Joaquín Murat declaró la guerra a Austria el 15 de marzo de 1815, cinco días antes del retorno de Napoleón a París y el comienzo de sus Cien Días. Los austriacos se encontraban preparados para la guerra, luego de que sus sospechas fueran comprobadas cuando Murat pidió permiso para avanzar con sus tropas a través de tierras austriacas con el supuesto objetivo de atacar el sur de Francia. Por consiguiente, Austria reforzó sus tropas en Lombardía bajo el mando del general Heinrich von Bellegarde antes de que la guerra fuese declarada.
Al inicio de la guerra, Murat declaró que tenía 82 000 hombres en sus filas, incluyendo 7000 jinetes y 90 cañones, aunque estas cifras fueron exageradas para avivar el ánimo de los italianos y unirlos a la causa. El número real rondaba los 50 000 hombres.
Dejando a su espalda un ejército provisional en caso de que se presentara una invasión desde Sicilia, Murat envió sus dos divisiones de élite a través de los Estados Papales, obligando al papa a huir a Génova. Con el resto de sus tropas, estableció sus cuarteles generales en Ancona y avanzó hacia Bolonia. El 30 de marzo, Murat arribó a Rímini, donde hizo un famoso discurso incitando al pueblo italiano a la guerra.
Los italianos, por ese entonces, se sentían temerosos de la Austria de los Habsburgo, debido a la creciente influencia austriaca en la región. Tal fue la razón por la que el Ducado de Milán, el cual había estado bajo control austriaco antes de la invasión de Napoleón, se alió de nuevo con los austriacos luego de 19 años. Otros príncipes pro-Habsburgo se incorporaron al Gran Ducado de Toscana, al Ducado de Módena y al Ducado de Massa y Carrara.
Murat esperaba que un ejército austriaco en Nápoles sería demasiado y que, por tanto, los italianos se animarían a unirse a su causa. No obstante, tal insurrección general no se llevó a cabo ya que las autoridades austriacas se encargaron de aplastar cualquier posible revuelta; así, Murat encontró muy pocos italianos fuera de Nápoles que quisieran tomar las armas y unirse a su causa. Muchos vieron en Murat a un hombre intentando recuperar y salvaguardar su corona más que a un hombre que luchaba por la unificación italiana. 
Por el momento, el número de tropas austriacas en Lombardía había aumentado a 120 000 y el general Frimont había sido escogido como el comandante de tal fuerza. El ejército había sido destinado a invadir el sur de Francia luego del regreso de Napoleón, pero ahora debía enfrentar al ejército napolitano que se aproximaba. Frimont movió sus cuarteles generales a Piacenza con el objetivo de bloquear cualquier intento napolitano de avance hacia Milán.
Mientras tanto, el mismo día que Murat dio su discurso de Rímini, la avanzada austriaca bajo el mando del general Bianchi fue obligada a retroceder luego de una escaramuza cerca de Cesena. Bianchi regresó a Módena y formó una línea defensiva detrás del río Panaro, permitiendo que Murat tomara Boloña el 3 de abril.
Murat y Bianchi se enfrentaron en la batalla del Panaro en Castelfranco Emilia: los austriacos fueron derrotados y dispersados. La vanguardia austriaca fue obligada a retroceder a Borgoforte, dejando a los napolitanos el camino libre hacia Módena.
Luego de la batalla, la división al mando del general Michele Carrascosa ocupó inmediatamente Módena, Carpi y Reggio Emilia, mientras que Murat marchó contra Ferrara entrando en la ciudad el 6 de abril. Sin embargo, la guarnición de Ferrara opuso una formidable resistencia para defender la ciudadela, costándole a los napolitanos un gran número de tropas en un infructuoso asedio.
El 8 de abril, Murat vadeó el río Po y finalmente puso pie en las tierras italianas controladas por Austria. Había recibido pequeños refuerzos de las poblaciones italianas hasta ese punto, aunque estaba esperando encontrar más apoyo al norte del Po.
La región en cuestión había sido parte del Reino napoleónico de Italia, una república vasalla de Francia, por lo que se había informado que cerca de 40 000 hombres, muchos de ellos veteranos de las campañas de Napoleón, estaban preparados para unirse a Murat una vez que éste arribara a Milán. Murat pasó a través del pueblo de Occhiobello; fue allí donde se enfrentó finalmente con la mayor fuerza austriaca, bajo el comando de Frimont siendo derrotado el 9 de abril y tres días después en Casaglia, lo que obligó a Murat a dejar Ferrara el 13 de abril y retirarse hacia el sur siendo finalmente derrotado en la Batalla de Tolentino.
Mientras tanto, las dos divisiones que Murat había enviado a los Estados Papales atravesaron sin inconvenientes la Toscana y el 8 de abril ocuparon Florencia, la capital del Gran Ducado de Toscana. El Gran Duque huyó a Pisa, mientras que la guarnición austriaca en Florencia bajo el comando del general Nugent fue forzada a retroceder a Pistoia, con los napolitanos en su persecución.

### Abdicación e intento de recuperar el poder
Murat huye a Nápoles, pero inmediatamente abdica y consigue escapar a Francia junto a su esposa. Solicita una audiencia especial y es recibido por Napoleón en Las Tullerías. Arrepentido, pide perdón al Emperador y solicita su viejo puesto al frente de la caballería. Sin embargo, un hastiado Napoleón le reprocha sus traiciones y su absurdo ataque a los austriacos, que le había privado de un aliado en el sur. Enfurecido al ver que Napoleón no cede a sus ruegos, toma una pose más orgullosa y advierte: "Sire, no puede permitirse el lujo de despedirme. Me necesita." Este comentario irrita sobremanera a Napoleón, que da por finalizada la entrevista y borra el nombre de Murat de la lista de mariscales, aunque le garantiza el respeto a sus bienes y a su vida como consideración hacia su hermana y sobrinos. Jamás volverían a verse.
Después de la batalla de Waterloo y ulterior caída de Napoleón, Murat y Carolina entienden que no cabe ya esperar clemencia por parte de Luis XVIII o los austriacos. Huye a Córcega, desde donde intenta organizar la reconquista de Nápoles con un plan que imitaba al que utilizó Napoleón tras su fuga de Elba. Desembarcó en Calabria acompañado por treinta fieles, pero la población no solo no le recibió como un liberador, sino que no hizo nada para evitar su posterior arresto.

## Condena y ejecución

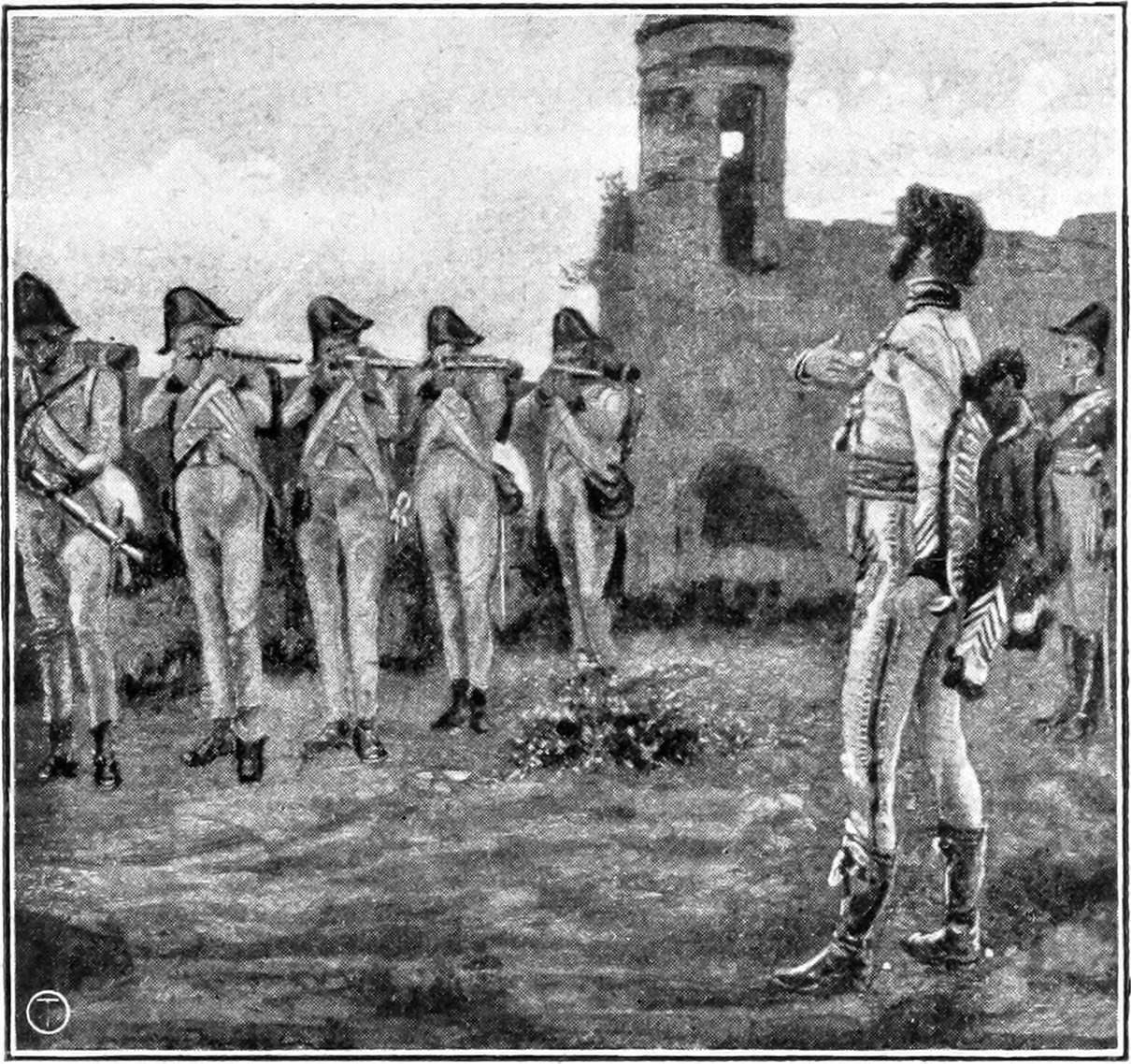
Murat se enfrentra a la muerte sin miedo, de pie y sin los ojos vendados.

Murat fue encerrado en el castillo de Pizzo, donde una comisión sumaria le juzgó, condenó a muerte y ejecutó en una de las salas de la fortaleza, concediéndole como única gracia escribir a su esposa.
Durante el proceso, Murat pidió clemencia y suplicó por su vida, pero una vez tomó consciencia de que nada de lo que dijese podría salvarle, recuperó la compostura. El día de su fusilamiento marchó hacia el lugar de la ejecución vistiendo su uniforme de Mariscal de Francia. No aceptó la silla que le ofrecieron y tampoco consintió que le vendaran los ojos, diciendo: J'ai bravé la mort trop souvent pour la craindre. (He desafiado a la muerte en demasiadas ocasiones como para tenerle miedo). Se mantuvo firme, orgulloso y arrogante, aunque cortés incluso con los soldados del pelotón. Cuando estuvo preparado, besó un cristal de cuarzo anaranjado, que tenía el rostro de su esposa grabado, y exclamó: Sauvez ma face, visez à mon cœur... Feu! (Respetad mi rostro, apuntad al corazón... ¡Fuego!). Su cuerpo nunca ha sido encontrado.

## Descendencia
Murat y su esposa Carolina tuvieron cuatro hijos:
- Achille Charles Louis Napoléon Murat, príncipe heredero de Berg, príncipe de Nápoles y II príncipe Murat (París, 21 de enero de 1801-Jefferson, Florida, 15 de abril de 1847). Contrajo matrimonio el 12 de julio de 1826 en Tallahassee, Florida con Catherine Willis Gray (1803-1867), hija del coronel Byrd C. Willis (1781-1846) y de Mary Lewis. Sin descendencia.
- Marie Letizia Josephine Annonciade Murat (París, 26 de abril de 1802-Bolonia, 12 de marzo de 1859). Contrajo matrimonio en Venecia el 27 de octubre de 1823 con el marqués Guido Taddeo Pepoli, conde de Castiglione (1789-1852), con descendencia.
- Lucien Charles Joseph Napoléon Murat, II príncipe soberano de Pontecorvo y III príncipe Murat (Milán, 16 de mayo de 1803-París, 10 de abril de 1878). Contrajo matrimonio en Bordentown, Nueva Jersey, el 18 de agosto de 1831 con Caroline Georgina Fraser (1810-1879), hija de Thomas Fraser y de Anne Lauton; con descendencia.
- Louise Julie Caroline Murat (París, 21 de marzo de 1805-Rávena, 1 de diciembre de 1889). Contrajo matrimonio en Trieste el 25 de octubre de 1825 con el conde Giulio Rasponi (1787-1876); con descendencia.

## Distinciones honoríficas
- Soberano Gran maestre de la Real Orden de las Dos Sicilias ( Reino de Nápoles, 15/07/1808).
- Caballero gran collar de la Orden de la Legión de Honor ( Primer Imperio francés).
- Caballero gran águila de la Orden de la Legión de Honor ( Primer Imperio francés).
- Caballero de la Orden del Toisón de Oro (Rama Española,  España).
- Comandante de la Real Orden de la Unión ( Reino de Holanda).
- Caballero gran cruz de la Orden de la Corona de Westfalia ( Reino de Westfalia).
- Caballero gran cruz de la Orden de la Corona de Hierro ( Italia Napoleónica).
- Caballero de la Orden del Águila Negra (

 Reino de Prusia, 1810).
- Caballero de la Orden de San Andrés ( Imperio ruso, 1810).
- Caballero gran cruz de la Orden de la Corona de Ruda ( Reino de Sajonia, 1810).
- Caballero gran cruz de la Orden de San José ( Gran Ducado de Toscana, 1810).

## Ancestros
| \| \| \| \| \| \| \| \| \| \| \| \| \| \| \| \| \| \| \| \| 8. Pierre Murat \| \| \| \| \| \| \| \| \| \| \| \| \| \| \| \| \| \| \| \| \| \| \| \| \| \| \| \| \| \| \| \| \| \| \| \| \| \| \| \| \| \| \| \| \| \| \| \| \| \| \| \| \| \| 4. Guillaume Murat \| \| \| \| \| \| \| \| \| \| \| \| \| \| \| \| \| \| \| \| \| \| \| \| \| \| \| \| \| \| \| \| \| \| \| \| \| \| \| \| \| \| \| \| \| \| \| \| \| \| \| \| \| \| 9. Catherine Badourès \| \| \| \| \| \| \| \| \| \| \| \| \| \| \| \| \| \| \| \| \| \| \| \| \| \| \| \| \| \| \| \| \| \| \| \| \| \| \| \| \| \| \| \| \| \| \| \| \| \| \| \| \| \| 2. Pierre Murat-Jordy \| \| \| \| \| \| \| \| \| \| \| \| \| \| \| \| \| \| \| \| \| \| \| \| \| \| \| \| \| \| \| \| \| \| \| \| \| \| \| \| \| \| \| \| \| \| \| \| \| \| \| \| \| \| 10. Bertrand Herbeil \| \| \| \| \| \| \| \| \| \| \| \| \| \| \| \| \| \| \| \| \| \| \| \| \| \| \| \| \| \| \| \| \| \| \| \| \| \| \| \| \| \| \| \| \| \| \| \| \| \| \| \| \| \| 5. Marguerite Herbeil \| \| \| \| \| \| \| \| \| \| \| \| \| \| \| \| \| \| \| \| \| \| \| \| \| \| \| \| \| \| \| \| \| \| \| \| \| \| \| \| \| \| \| \| \| \| \| \| \| \| \| \| \| \| 11. Anne Roques \| \| \| \| \| \| \| \| \| \| \| \| \| \| \| \| \| \| \| \| \| \| \| \| \| \| \| \| \| \| \| \| \| \| \| \| \| \| \| \| \| \| \| \| \| \| \| \| \| \| \| \| \| \| 1. Joachim Murat, rey de Nápoles \| \| \| \| \| \| \| \| \| \| \| \| \| \| \| \| \| \| \| \| \| \| \| \| \| \| \| \| \| \| \| \| \| \| \| \| \| \| \| \| \| \| \| \| \| \| \| \| \| \| \| \| \| \| 6. Pierre Loubières \| \| \| \| \| \| \| \| \| \| \| \| \| \| \| \| \| \| \| \| \| \| \| \| \| \| \| \| \| \| \| \| \| \| \| \| \| \| \| \| \| \| \| \| \| \| \| \| \| \| \| \| \| \| 3. Jeanne Loubières \| \| \| \| \| \| \| \| \| \| \| \| \| \| \| \| \| \| \| \| \| \| \| \| \| \| \| \| \| \| \| \| \| \| \| \| \| \| \| \| \| \| \| \| \| \| \| \| \| \| \| \| \| \| 7. Jeanne Viellescazes \| \| \| \| \| \| \| \| \| \| \| \| \| \| \| \| \| \| \| \| \| \| \| \| \| \| \| \| \| \| \| \| \| \| \| \| \| \| \| \| \| \| \| \| \| \| \| \| \| \| \| \| |                                  |  |  |  |  |  |  |  |  |  |  |  |  |  |  |  |
| |                                  |  |  |  |  |  |  |  |  |  |  |  |  |  |  |  |
| | 8. Pierre Murat                  |  |  |  |  |  |  |  |  |  |  |  |  |  |  |  |
| |                                  |  |  |  |  |  |  |  |  |  |  |  |  |  |  |  |
| |                                  |  |  |  |  |  |  |  |  |  |  |  |  |  |  |  |
| | 4. Guillaume Murat               |  |  |  |  |  |  |  |  |  |  |  |  |  |  |  |
| |                                  |  |  |  |  |  |  |  |  |  |  |  |  |  |  |  |
| |                                  |  |  |  |  |  |  |  |  |  |  |  |  |  |  |  |
| | 9. Catherine Badourès            |  |  |  |  |  |  |  |  |  |  |  |  |  |  |  |
| |                                  |  |  |  |  |  |  |  |  |  |  |  |  |  |  |  |
| |                                  |  |  |  |  |  |  |  |  |  |  |  |  |  |  |  |
| | 2. Pierre Murat-Jordy            |  |  |  |  |  |  |  |  |  |  |  |  |  |  |  |
| |                                  |  |  |  |  |  |  |  |  |  |  |  |  |  |  |  |
| |                                  |  |  |  |  |  |  |  |  |  |  |  |  |  |  |  |
| | 10. Bertrand Herbeil             |  |  |  |  |  |  |  |  |  |  |  |  |  |  |  |
| |                                  |  |  |  |  |  |  |  |  |  |  |  |  |  |  |  |
| |                                  |  |  |  |  |  |  |  |  |  |  |  |  |  |  |  |
| | 5. Marguerite Herbeil            |  |  |  |  |  |  |  |  |  |  |  |  |  |  |  |
| |                                  |  |  |  |  |  |  |  |  |  |  |  |  |  |  |  |
| |                                  |  |  |  |  |  |  |  |  |  |  |  |  |  |  |  |
| | 11. Anne Roques                  |  |  |  |  |  |  |  |  |  |  |  |  |  |  |  |
| |                                  |  |  |  |  |  |  |  |  |  |  |  |  |  |  |  |
| |                                  |  |  |  |  |  |  |  |  |  |  |  |  |  |  |  |
| | 1. Joachim Murat, rey de Nápoles |  |  |  |  |  |  |  |  |  |  |  |  |  |  |  |
| |                                  |  |  |  |  |  |  |  |  |  |  |  |  |  |  |  |
| |                                  |  |  |  |  |  |  |  |  |  |  |  |  |  |  |  |
| | 6. Pierre Loubières              |  |  |  |  |  |  |  |  |  |  |  |  |  |  |  |
| |                                  |  |  |  |  |  |  |  |  |  |  |  |  |  |  |  |
| |                                  |  |  |  |  |  |  |  |  |  |  |  |  |  |  |  |
| | 3. Jeanne Loubières              |  |  |  |  |  |  |  |  |  |  |  |  |  |  |  |
| |                                  |  |  |  |  |  |  |  |  |  |  |  |  |  |  |  |
| |                                  |  |  |  |  |  |  |  |  |  |  |  |  |  |  |  |
| | 7. Jeanne Viellescazes           |  |  |  |  |  |  |  |  |  |  |  |  |  |  |  |
| |                                  |  |  |  |  |  |  |  |  |  |  |  |  |  |  |  |
| |                                  |  |  |  |  |  |  |  |  |  |  |  |  |  |  |  |